# Nectarie Dovas
Nectarie Dovas (în greacă Μητροπολίτης Νεκτάριος; n. 6 august 1953, Vόlos, Tesalia⁠(d), Grecia), cu numele laic Dimitrios Dovas (în greacă Δημήτριος Ντόβας), este un episcop al Bisericii Ortodoxe a Greciei, care îndeplinește funcția de mitropolit de Corfu, Paxos și Insulele Diapontice (din 2002).

## Biografie
S-a născut pe 6 august 1953 în orașul Volos din Grecia. A urmat studii la Seminarul Teologic Ortodox Rizarios din Atena, pe care le-a absolvit în 1973. În același an a depus jurământul de monah la Mănăstirea Ano Xenia, iar la 1 ianuarie 1975 a fost hirotonit ierodiacon. În 1979 a absolvit Facultatea de Teologie a Universității Naționale și Capodistriane din Atena, iar la 4 martie 1979 mitropolitul Christodoulos Paraskevaidis de Demetrias l-a hirotonit ieromonah și l-a ridicat la rangul de arhimandrit. A slujit ca preot la Biserica „Sfinții Împărați Constantin și Elena” din Volos și a desfășurat acolo o bogată activitate pastorală și socială.
Din 1975 până în 1986 a fost șef de birou în Mitropolia de Demetrias și l-a ajutat pe mitropolitul Christodoulos în activitatea sa, iar din 1986 a fost numit egumen al Mănăstirii Ano Xenia, coordonând efectuarea unor lucrări semnificative de reconstrucție și restaurare.
A publicat mai multe studii și articole în periodice bisericești și laice. A fost membru permanent al Biroului Administrativ din cadrul Departamentului Financiar al Bisericii Ortodoxe a Greciei, precum și membru al Comitetului pentru Viață Monahală al Sfântului Sinod.
La 11 octombrie 2002, printr-o hotărâre a Sfântului Sinod al Bisericii Ortodoxe a Greciei, adoptată cu 51 de voturi (arhimandritul Timotei Anthis a primit 16 voturi și arhimandritul Ignatie Riganas a obținut 8 voturi), a fost ales în funcția de mitropolit de Corfu, Paxos și Insulele Diapontice. A fost hirotonit arhiereu la 13 octombrie 2002, în Catedrala Buna Vestire din Atena, de către arhiepiscopul Christodoulos al Atenei, înconjurat de un sobor de episcopi.
În septembrie 2019, cu ocazia pelerinajului în Corfu a mitropolitului Agatanghel Savvin de Odesa și Ismail și a vicarului eparhial, arhiepiscopul Diodor Vasilciuk de Iujne, mitropolitul Nectarie ar fi spus că el și eparhia lui recunosc o singură biserică ortodoxă ucraineană canonică: Biserica Ortodoxă Ucraineană, subordonată canonic Patriarhiei Moscovei. În perioada 11-17 octombrie 2019 a călătorit în România pentru a participa la pelerinajul anual în cinstea Cuvioasei Parascheva, aducând din Corfu mâna dreaptă a Sfântului Spiridon pentru a fi venerată de credincioși. Cu acest prilej, el a participat la 13 octombrie 2019 la sfințirea Bisericii „Sfântul Apostol Toma” din Iași, rostind un cuvânt de învățătură.